# Jules Van Nieuwenhuyse
Jules Van Nieuwenhuyse (Brugge, 23 mei 1830 – aldaar, 21 december 1891) was een Belgisch beeldhouwer, in marmer, hout of steen.

## Levensloop
Van Nieuwenhuyse was leerling aan de Brugse kunstacademie en nadien, bij Jozef Geefs, aan de Antwerpse kunstacademie.
In 1855 stichtte hij een eigen atelier in het Krom Genthof, voor het produceren van neogotisch kerkmeubilair en beelden. Na enkele jaren verhuisde hij naar de Steenstraat, nr. 62. Hij leverde neogotisch beeldhouwwerk, in de eerste plaats voor kerken in Brugge en omgeving. Er werd op zijn medewerking beroep gedaan door architecten zoals Jean Bethune, Thomas Harper King, Louis Delacenserie, William Curtis Brangwyn, Karel Verschelde, Antoon Verbeke en Karel De Wulf.
Hij leverde onder meer:
- Drie altaren, twee koorbanken en de communiebank voor de Sint-Dyonisiuskerk in Moerkerke.
- Het beeld van de Heilige Laurentius op de gevel van de Basiliuskapel op de Burg.
- Halfverheven beeldhouwwerk op de gevel van het Brugse stadhuis.
- Het stenen beeldhouwwerk in de kerk van Onze-Lieve-Vrouw ter Potterie.
- Het hoofdaltaar, de zijaltaren en de communiebank in de Heilige Magdalenakerk in Brugge.
- Het beeldhouwwerk van de expositie-estrade in de H. Bloedkapel.
- Het altaar van de Rozenkrans in de parochiekerk van Anzegem.
- Het hoofdaltaar van de parochiekerk van Tielen.
- Het hoofdaltaar van de parochiekerk van Houthulst, alsook het altaar van Onze-Lieve-Vrouw en dat van de Overleden Zielen, het beeld van de heilige Barbara en het grafmonument van de familie Casiers.
- De altaren van Onze-Lieve-Vrouw en van de heilige Barbara, en het bas-reliëf van het preekgestoelte in de Sint-Martinuskerk van Loppem.
- De altaren van Sint-Anna en van Sint-Vincentius à Paulo in de kerk van Dudzele.
- De altaren van de Sacramentskapel en van de kapel van O.L.Vrouw van Zeven Weeën in de Sint-Salvatorskathedraal.
- Een Christusbeeld voor de Dames van Sint-Andreas in Brugge.
- De beelden van Sint-Gillis en van Sint-Franciscus-Xaverius voor de Sint-Gilliskerk.
- Een devotiebeeld van de zalige Karel de Goede, in grote hoeveelheden in gips gegoten.
- Ontwerp voor de restauratie van het mausoleum van Ferry de Gros in de Sint-Jakobskerk.
- Een beeld van De industrie voor de gevel van het paleis van de hertogen in Brussel.